# Pryzma

Konstrukcja pryzmy

Pryzma, klin ścięty – wielościan o sześciu ścianach o następujących właściwościach:
- podstawami są prostokąty leżące na równoległych płaszczyznach,
- ściany boczne tworzą trapezy, przy czym kąty nachylenia przeciwległych ścian do podstawy są sobie równe,
- po przedłużeniu ściany boczne nie muszą przecinać się w jednym punkcie – pryzma nie musi być ostrosłupem ściętym.

Pryzma jest to szczególny przypadek pryzmatoidu. Pryzmą nazywane jest również ciało w kształcie pryzmy, np. pryzma kompostowa, pryzma śniegu.

## Wzory
Jeżeli {\displaystyle a_{1},} {\displaystyle b_{1}} i {\displaystyle a_{2},} {\displaystyle b_{2}} są bokami podstaw pryzmy, a {\displaystyle h} wysokością, to objętość pryzmy jest równa:
{\displaystyle V={\frac {h}{6}}[a_{1}b_{1}+a_{2}b_{2}+(a_{1}+a_{2})(b_{1}+b_{2})].}
Pole powierzchni pryzmy można obliczyć ze wzoru:
{\displaystyle {\begin{aligned}S&=a_{1}b_{1}+a_{2}b_{2}\\&+(a_{1}+a_{2}){\sqrt {h^{2}+{\frac {(b_{1}-b_{2})^{2}}{4}}}}\\&+(b_{1}+b_{2}){\sqrt {h^{2}+{\frac {(a_{1}-a_{2})^{2}}{4}}}}.\end{aligned}}}